# III район (Прондник-Червоны)

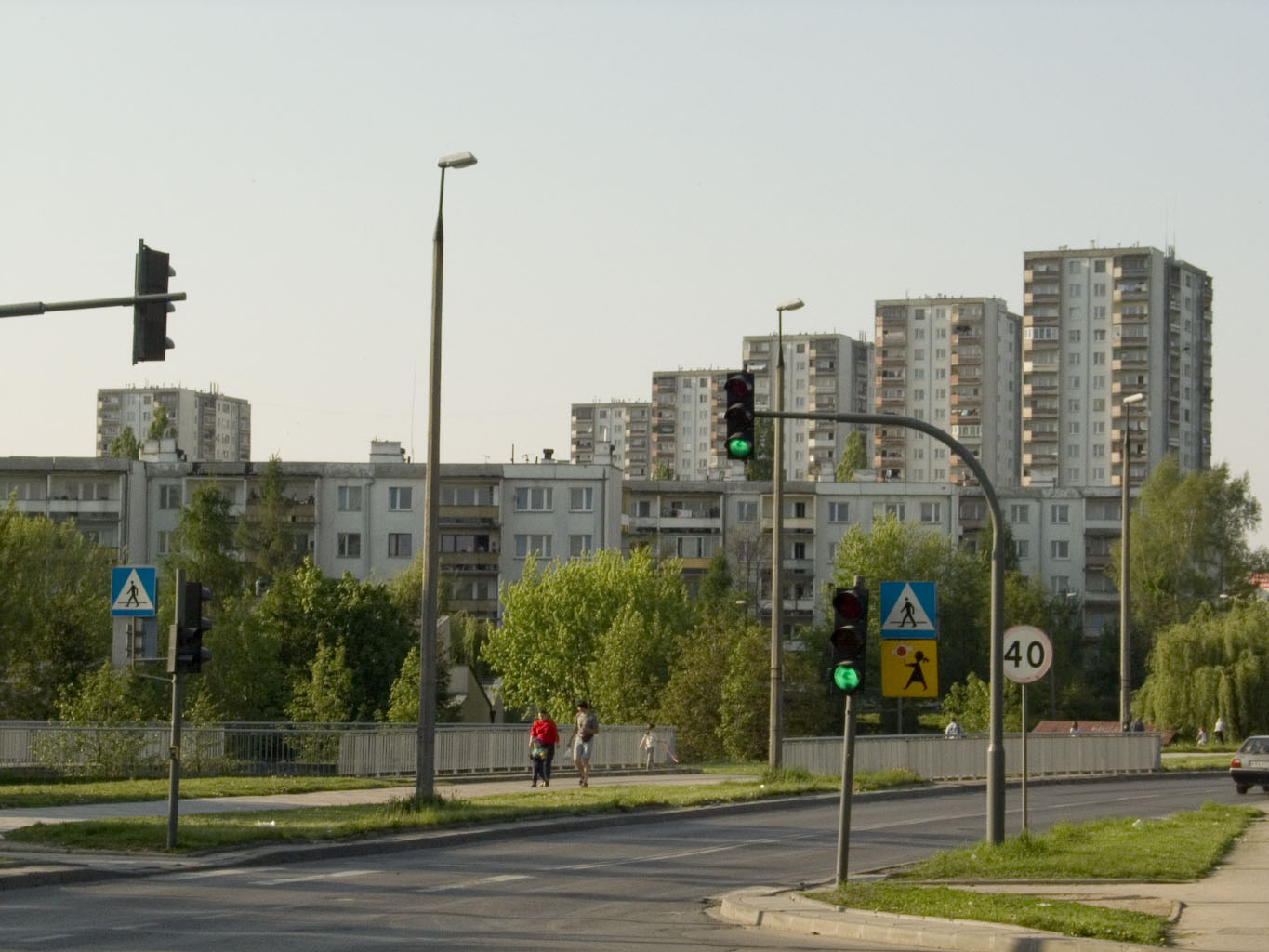
Прондник-Червоны

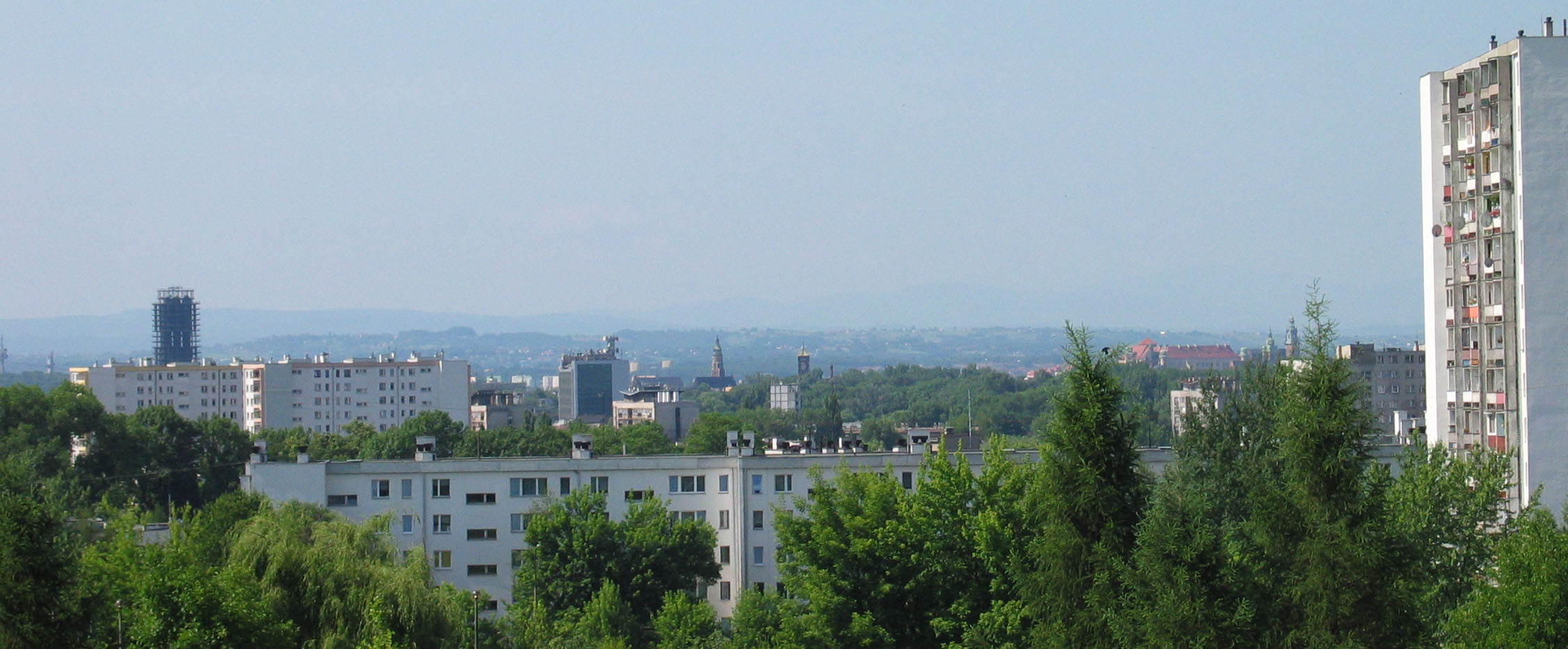
Панорама Прондника-Червоны. В левой части панорамы находится Шкелетор (находится на территории Дзельницы II Гжегужки) и в правой части — Вавель

Дзельни́ца III Прондник-Червоны (пол. Dzielnica III Prądnik Czerwony) — дзельница, административно-территориальная и вспомогательная единица Краковской городской гмины, один из 18 административных районов Кракова. Администрация дзельницы располагается по адресу ul. Dobrego Pasterza 6, 31-416. В настоящее время Председателем дзельницы является Томир Мыслиборский.

## География
Дзельница III Прондник-Червоны граничит на западе с Дзельницей I Прондник-Бялы, на северо-востоке с Дзельницей XV Мистшеёвице, на юго-востоке с Дзельницей XIV Чижины, на юге с дзельницами I Старе-Място и II Гжегужки.
Площадь дзельницы составляет 638,81 гектаров.
В состав дзельницы входят оседле Варшавске, Вечиста, Ольша, Ольша II, Прондник-Червоны, Раковице, Слична, Угорек.

## История
Первые сведения о деревне Прондник-Червоны относятся к 1125 году. В это время деревня принадлежала бенедиктинскому монастырю в Тыньце. В 1257 году в Пронднике-Червоны было учреждено солецтво. На протяжении следующих веков деревня принадлежала различным монашеским орденам и краковской епархии. В 1380 году краковский епископ пожертвовал земельный участок для строительства церкви Пресвятой Девы Марии. В 1479 году польский хронист Ян Длугош приобрёл в собственность небольшой земельный участок на территории деревни. В XV веке краковская аристократия стала приобретать в деревне земельные участки для обустройства в ней своих усадьб.
В 1587 году Прондник-Червоны пострадал от битвы между армиями Яна Замойского и эрцгерцога Максимилиана Габсбурга. Деревня также была разрушена во время шведского нашествия. Во второй половине XVIII века деревня состояла из 80 домов и около 450 жителей. Во второй половине XIX века в селе была построена железнодорожная станция с различными муниципальными и военными складами и казармами. В 1890 году в селе насчитывалось 166 домов, около 2 тысяч жителей и около 700 расквартированных военнослужащих. В 1910 году часть села была присоединена к Кракову (в границах современных улиц 29 ноября и Броги). В 1941 году во время германской оккупации в Краков была включена оставшаяся часть села Прондника-Червоны.
В 1934 году в Пронднике-Червоны была расширена железнодорожная станция, которая стала называться «Краков-Тунель».
До 1990 года район входил в состав дзельницы Сьрудмесьце. Дзельница была учреждена 27 марта 1991 года решением решением № XXI/143/91 городского совета Кракова. Современные границы дзельницы были утверждены решением городского совета № XVI/192/95 от 19 апреля 1995 года.

## Население
Численность населения дзельницы составляет 46.438 человек.

## Достопримечательности
Памятники культуры Малопольского воеводства:
| Изображение | Русское название                  | Польское название           | Местоположение |
| ----------- | --------------------------------- | --------------------------- | -------------- |
|             | Часовня святого Иоанна Крестителя | Kaplica Św. Jana Chrziciela |                |

Другие достопримечательности
- Батовицкое кладбище
- Церковь Доброга Пастыря;
- Церковь Пресвятой Девы Марии Остробрамской;
- Церковь Святейшего Имени Марии;
- Церковь Святого Иоанна Крестителя.